# Kadencja (koncert solowy)
 Kadencja – fragment koncertu na instrument solowy z orkiestrą, stanowiący popis solisty-wirtuoza, dawniej improwizowany, później najczęściej stanowiący integralną część kompozycji.